# マッキア派

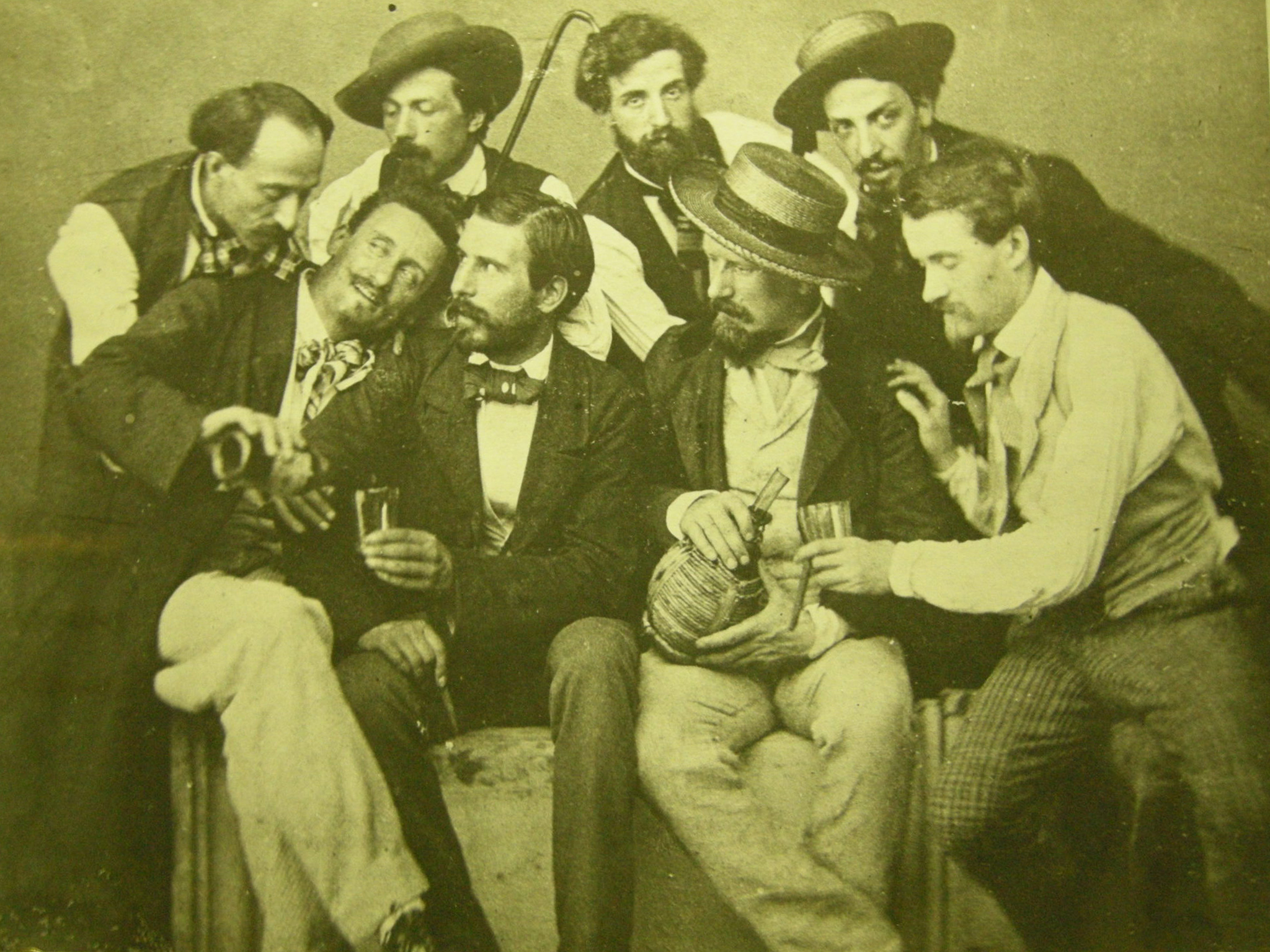
マッキア派の画家たち

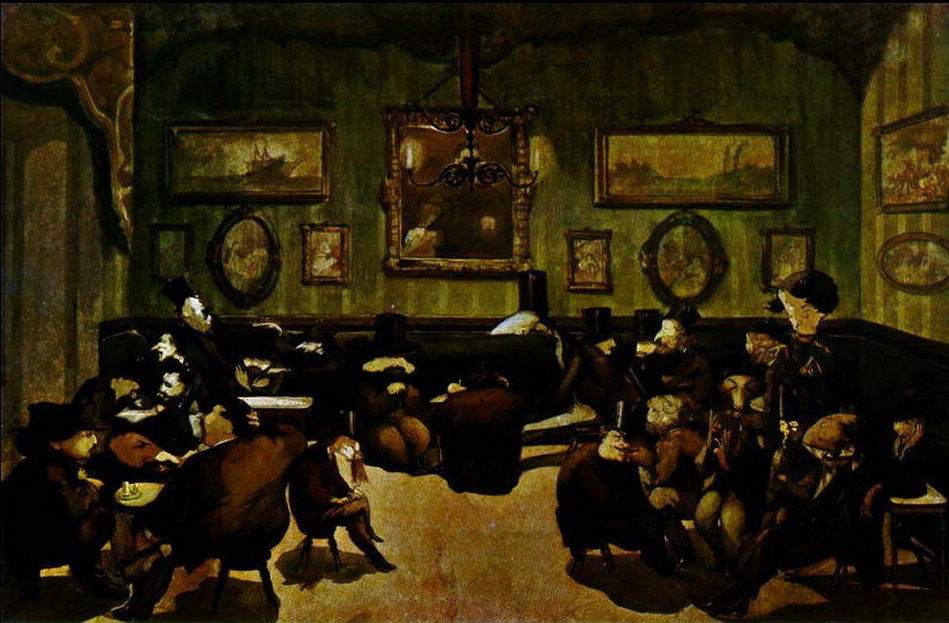
フィレンツェの芸術家たちのたまり場であった「カッフェ・ミケランジョロ」、ここに集まった画家たちによってマッキア派が形成された。--（画）アドリアーノ・チェチオーニ(1861)

マッキア派（マッキアは、Macchiaioli）は、19世紀後半、イタリアのトスカーナ州で発生した絵画の一派である。光の明暗を色彩のアクセントの断片によって描いた。この一派の名前はフィレンツェの新聞『ガゼッタ・デル・ポポロ』で侮蔑的な意味を込めて命名されたことに由来し、「マッキア」（macchia）は、イタリア語で「色斑」を意味する。成立時期と用いる描画技法から「イタリアの印象派」とも呼ばれる。バルビゾン派からの影響が見られる。

## 主な画家
- ジョヴァンニ・ファットーリ（Giovanni Fattori、1825年-1908年）
- テレマコ・シニョリーニ（Telemaco Signorini、1835年-1901年）
- セラフィーノ・デ・ティヴォリ（Serafino De Tivoli、1826年-1892年）
- ヴィンチェンツォ・カビアンカ（Vincenzo Cabianca、1827年-1902年）
- ヴィト・ダンコーナ（Vito D'Ancona、1825年-1884年）
- クリスティアーノ・バンティ（Cristiano Banti、1824年-1904年）
- オドアルド・ボラーニ（Odoardo Borrani、1833年-1905年）
- ジュゼッペ・アッバーティ（Giuseppe Abbati、1836年-1868年）
- シルヴェストロ・レーガ（Silvestro Lega、1826年-1895年）

## 作品例

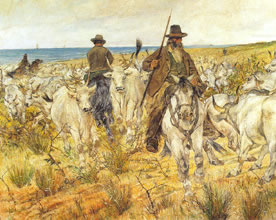
Bestiame al pascolo （画） ジョヴァンニ・ファットーリ,1893
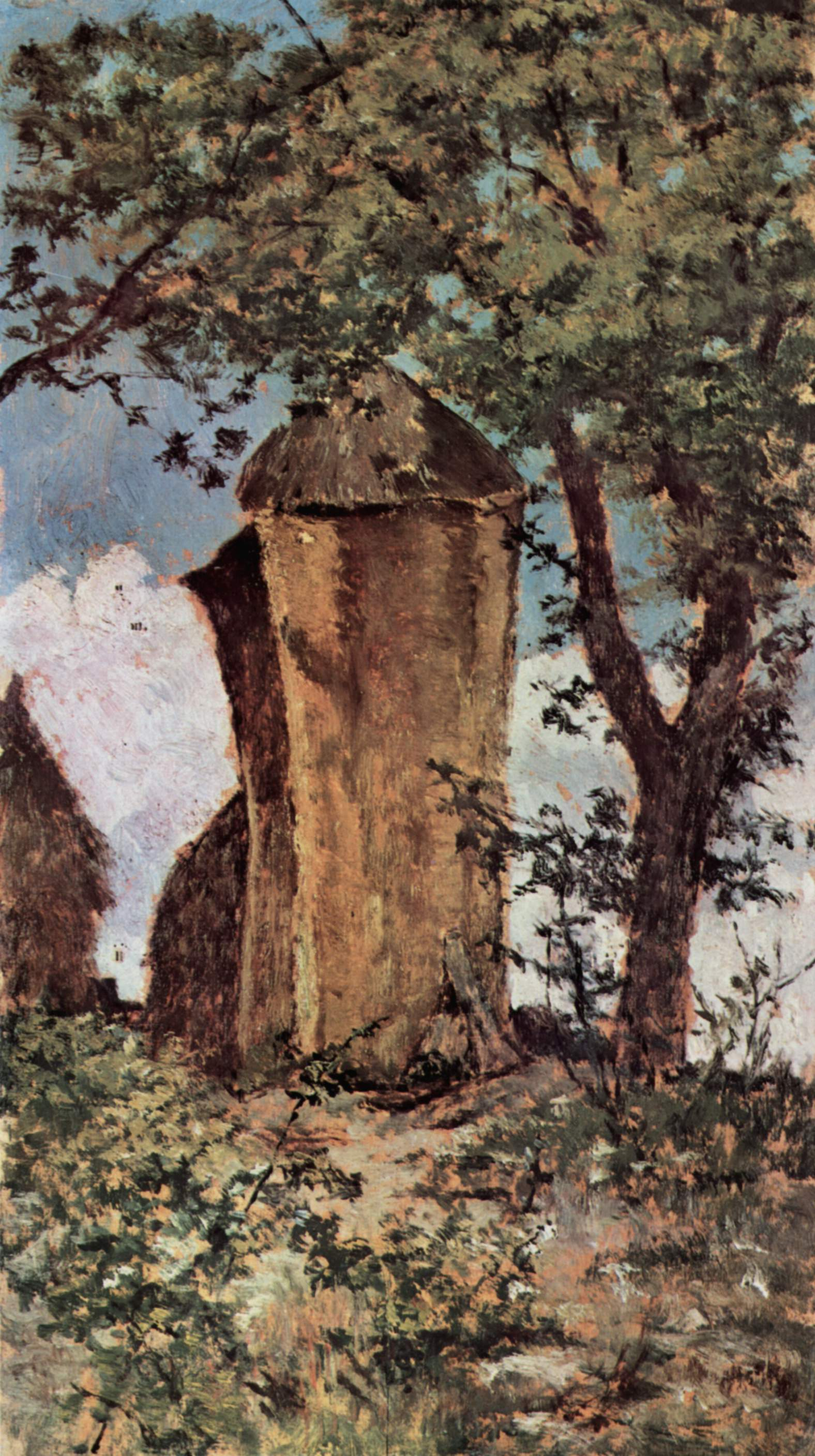
Höstack （画）ジョヴァンニ・ファットーリ, 1866
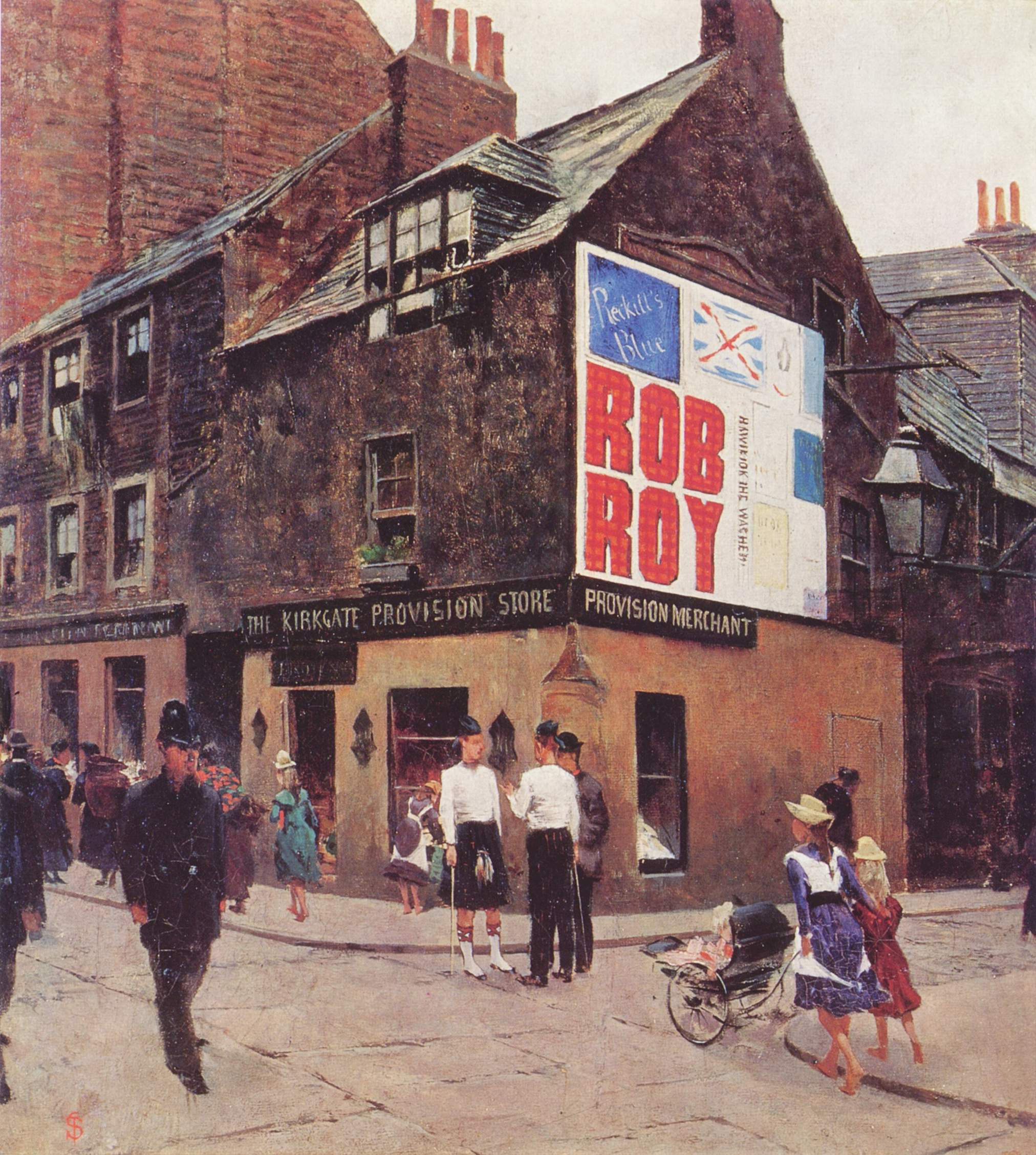
Leith （画）テレマコ・シニョリーニ
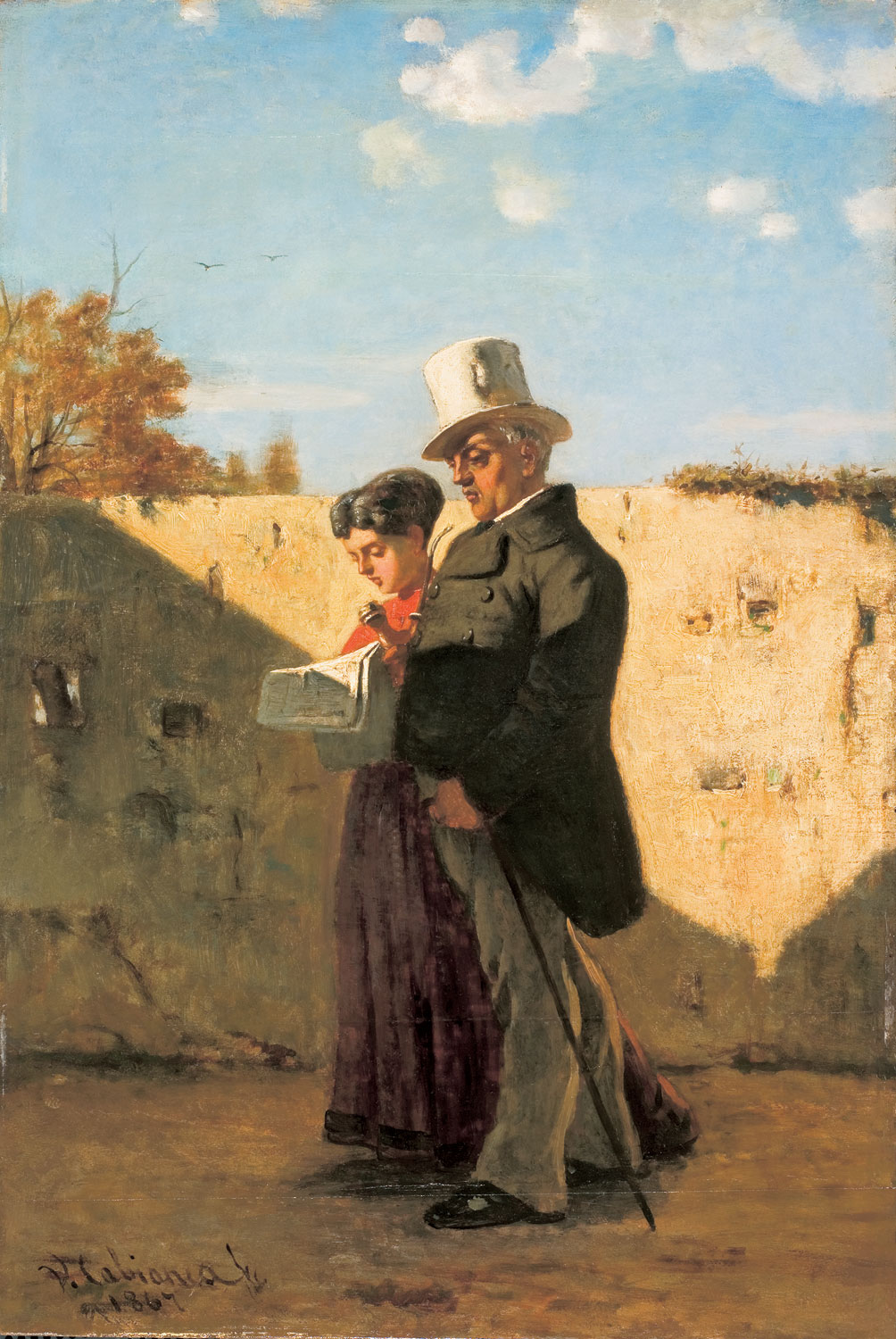
「散歩」 （画）ヴィンチェンツォ・カビアンカ
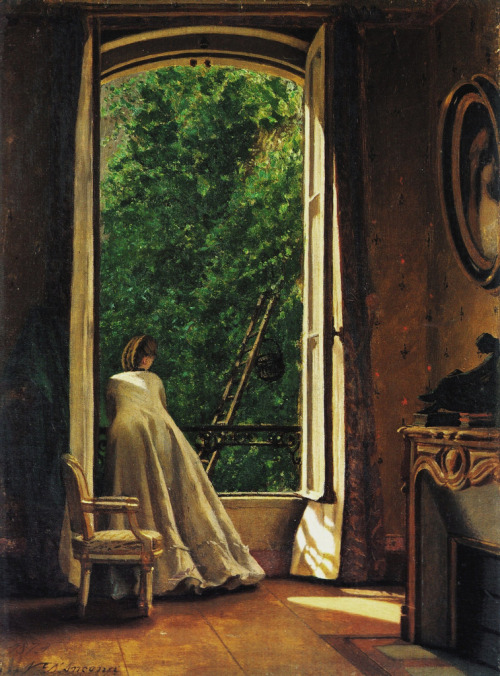
ポマイオの窓（画）ヴィト・ダンコーナ
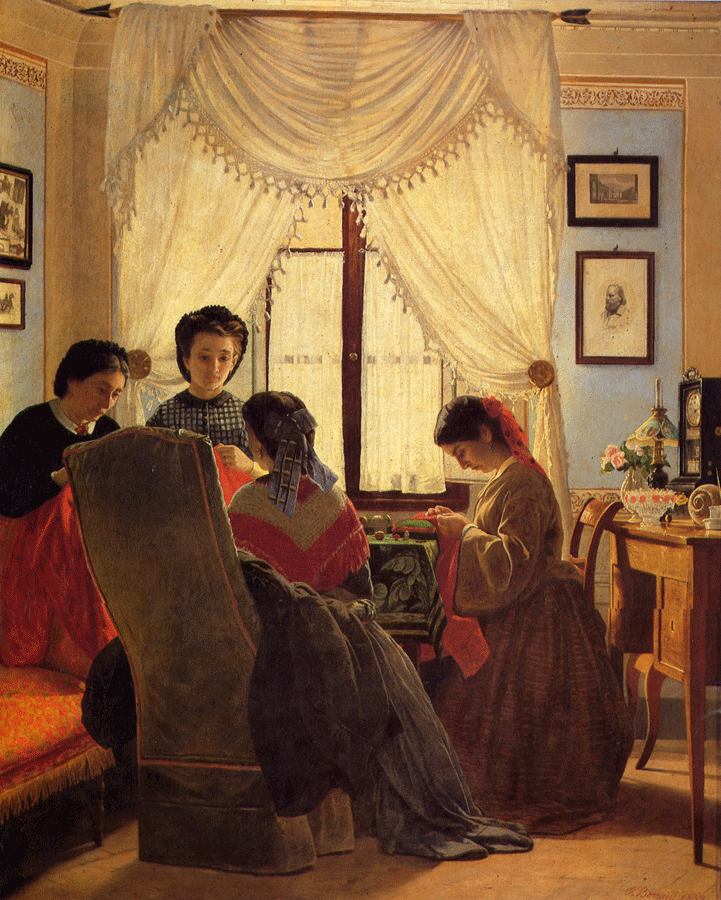
赤シャツを縫う人々o （画）オドアルド・ボラーニ
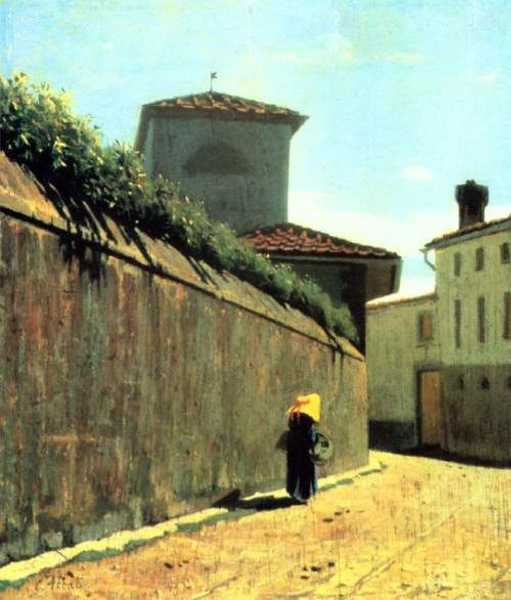
Stradina al sole （画）ジュゼッペ・アッバーティ
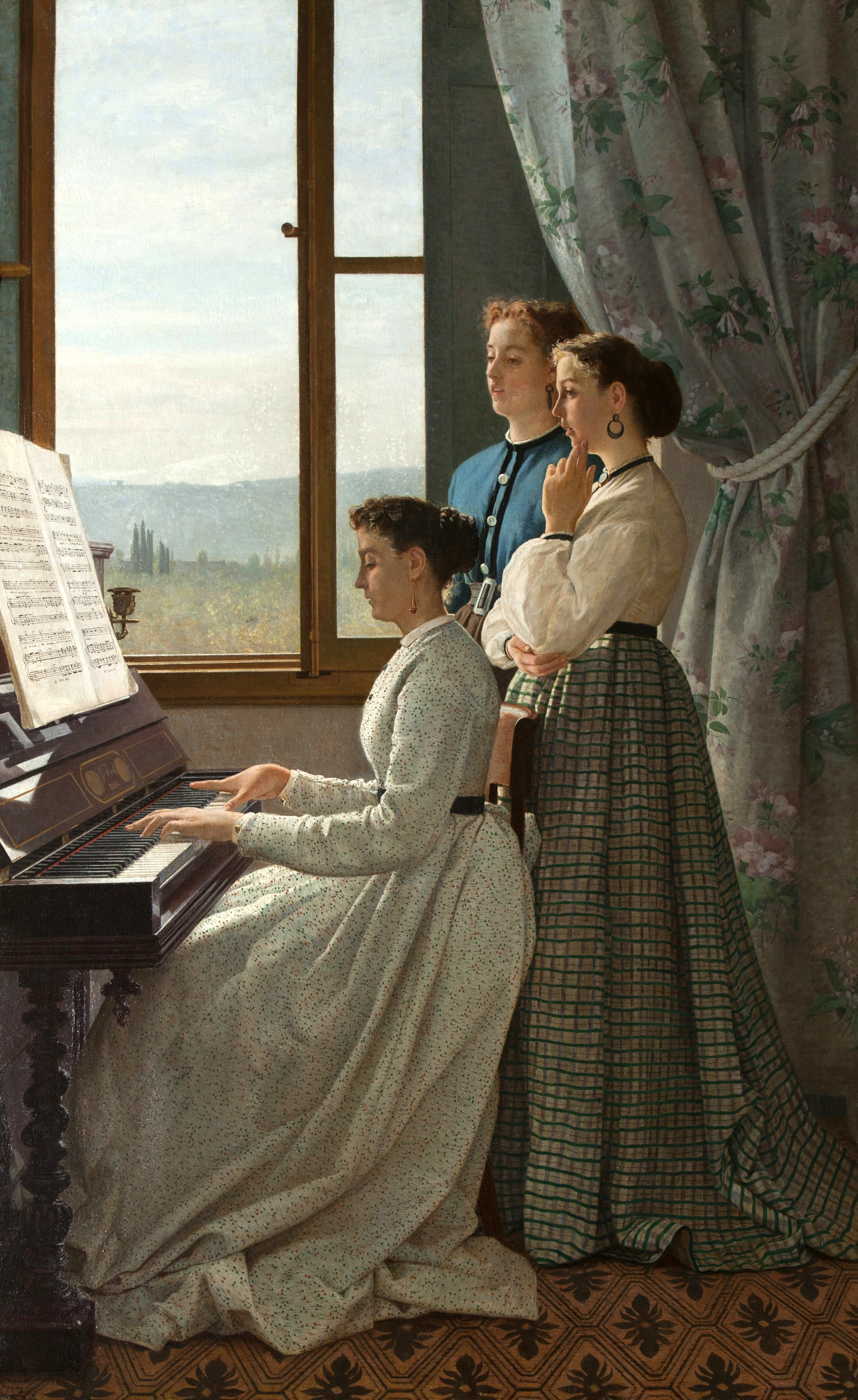
Il canto di uno stornello （画）シルヴェストロ・レーガ

## 書目
- Boime, Albert (1993). The Art of the Macchia and the Risorgimento. Chicago and London: The University of Chicago Press. ISBN 0-226-06330-5
- Broude, Norma (1987). The Macchiaioli: Italian Painters of the Nineteenth Century. New Haven and London: Yale University Press. ISBN 0-300-03547-0
- Steingräber, E., & Matteucci, G. (1984). The Macchiaioli: Tuscan Painters of the Sunlight : March 14-April 20, 1984. New York: Stair Sainty Matthiesen in association with Matthiesen, London. OCLC 70337478
- Turner, J. (1996). Grove Dictionary of Art. USA: Oxford University Press. ISBN 0-19-517068-7
- Panconi, T. (1999). Antologia dei Macchiaioli, La trasformazione sociale e artica nella Toscana di metà 800. Pisa (Italy): Pacini Editore.
- Panconi, T. (2009). I Macchiaioli, Il Nuovo dopo la Macchia. Pisa (Italy): Pacini Editore. ISBN 978-88-6315-135-0
- Durbe, Dario (1978). I Macchiaioli. Rome: DeLuca Editore.